# Pohár mistrů evropských zemí 1980/1981
Sezóna 1980/81 byla 26. ročníkem Poháru mistrů evropských zemí. Jejím vítězem se stal anglický klub Liverpool FC.

## Předkolo
| Domácí v 1. zápase | Celkem | Hosté v 1. zápase | 1. zápas | 2. zápas |
| ------------------ | ------ | ----------------- | -------- | -------- |
| Budapešť Honvéd    | 11–0   | Valletta FC       | 8–0      | 3–0      |

## První kolo
| Domácí v 1. zápase | Celkem | Hosté v 1. zápase     | 1. zápas | 2. zápas |
| ------------------ | ------ | --------------------- | -------- | -------- |
| Aberdeen FC        | 1–0    | Austria Vídeň         | 1–0      | 0–0      |
| OPS                | 2–11   | Liverpool FC          | 1–1      | 1–10     |
| PFK CSKA Sofia     | 2–0    | Nottingham Forest FC  | 1–0      | 1–0      |
| Trabzonspor        | 2–4    | Szombierki Bytom      | 2–1      | 0–3      |
| Olympiakos Pireus  | 2–7    | FC Bayern Mnichov     | 2–4      | 0–3      |
| Dinamo Tirana      | 0–3    | Ajax                  | 0–2      | 0–1      |
| ÍBV                | 1–2    | Baník Ostrava         | 1–1      | 0–1      |
| Dynamo Berlin      | 4–2    | APOEL                 | 3–0      | 1–2      |
| Jeunesse Esch      | 0–9    | FK Spartak Moskva     | 0–5      | 0–4      |
| Halmstad           | 2–3    | Esbjerg               | 0–0      | 2–3      |
| Limerick FC        | 2–7    | Real Madrid           | 1–2      | 1–5      |
| Sporting CP        | 0–3    | Budapešť Honvéd       | 0–2      | 0–1      |
| Linfield FC        | 0–3    | Nantes                | 0–1      | 0–2      |
| Inter Milán        | 3–1    | Universitatea Craiova | 2–0      | 1–1      |
| Club Brugge KV     | 1–5    | FC Basel 1893         | 0–1      | 1–4      |
| Viking             | 3–7    | CZ Bělehrad           | 2–3      | 1–4      |

## Druhé kolo
| Domácí v 1. zápase | Celkem  | Hosté v 1. zápase | 1. zápas | 2. zápas |
| ------------------ | ------- | ----------------- | -------- | -------- |
| Aberdeen FC        | 0–5     | Liverpool FC      | 0–1      | 0–4      |
| PFK CSKA Sofia     | 5–0     | Szombierki Bytom  | 4–0      | 1–0      |
| FC Bayern Mnichov  | 6–3     | Ajax              | 5–1      | 1–2      |
| Baník Ostrava      | 1–1 (v) | Dynamo Berlin     | 0–0      | 1–1      |
| FK Spartak Moskva  | 3–2     | Esbjerg           | 3–0      | 0–2      |
| Real Madrid        | 3–0     | Budapešť Honvéd   | 1-0      | 2–0      |
| Nantes             | 2–3     | Inter Milán       | 1–2      | 1–1      |
| FC Basel 1893      | 1–2     | CZ Bělehrad       | 1–0      | 0–2      |

## Čtvrtfinále
| Domácí v 1. zápase | Celkem | Hosté v 1. zápase | 1. zápas | 2. zápas |
| ------------------ | ------ | ----------------- | -------- | -------- |
| Liverpool FC       | 6–1    | PFK CSKA Sofia    | 5–1      | 1–0      |
| FC Bayern Mnichov  | 6–2    | Baník Ostrava     | 2–0      | 4–2      |
| FK Spartak Moskva  | 0–2    | Real Madrid       | 0–0      | 0–2      |
| Inter Milán        | 2–1    | CZ Bělehrad       | 1–1      | 1–0      |

## Semifinále
| Domácí v 1. zápase | Celkem  | Hosté v 1. zápase | 1. zápas | 2. zápas |
| ------------------ | ------- | ----------------- | -------- | -------- |
| Liverpool FC       | 1–1 (v) | FC Bayern Mnichov | 0–0      | 1–1      |
| Real Madrid        | 2–1     | Inter Milán       | 2–0      | 0–1      |

## Finále
| 27. května 1981  |        |             |                                                                            |
| Liverpool FC     | 1 – 0  | Real Madrid | Parc des Princes, Paříž diváci: 48 360 rozhodčí: Károly Palotai (Maďarsko) |
| Alan Kennedy 82' | Report |             | Parc des Princes, Paříž diváci: 48 360 rozhodčí: Károly Palotai (Maďarsko) |

## Vítěz
| Pohár mistrů evropských zemí 1980/81 Liverpool FC (3. titul) Ray Clemence, Phil Neal, Alan Kennedy, Phil Thompson , Ray Kennedy, Alan Hansen, Kenny Dalglish, Sammy Lee, David Johnson, Terry McDermott, Graeme Souness, Jimmy Case, Steve Ogrizovic, Colin Irwin, Richard Money, Howard Gayle Trenér: Bob Paisley |